# Frits Helmuth
Frits Helmuth (3 de julio de 1931 – 12 de diciembre de 2004) fue un actor teatral, cinematográfico y televisivo de nacionalidad danesa.

## Biografía
Su nombre completo era Frits Helmuth Pederseni, y nació en Copenhague, Dinamarca, siendo su padre el actor de revista Osvald Helmuth. Helmuth cursó estudios en el Ordrup Gymnasium y en la escuela del Teatro Real de Copenhague 1950-1952. Debutó en el Betty Nansen Teatret en 1952, y actuó en el Teatro Real de Copenhague entre 1953 y 1959 y nuevamente a partir de 1962. Además, fue director del Betty Nansen Teatret entre 1959 y 1962.
Por algunas de sus actuaciones, Frits Helmuth obtuvo tres Premios Bodil al mejor actor principal, uno al mejor actor de reparto, y dos Premios Robert al mejor actor principal .
En el año 1993 Helmuth ganó notoriedad y reconocimiento gracias al lanzamiento de un disco de folk, country y blues llamado Voksne viser.
Frits Helmuth falleció en 2004 en Copenhague, y fue enterrado en el Cementerio Ordrup Kirkegård]].
Helmuth tuvo cinco hijos como fruto de tres matrimonios. Su hijo mayor, Mikael Helmuth, nacido con su primera esposa, así como su hija Pusle Helmuth, protagonizaron el documental Frits - Ølhundens søn, dirigido por Per Wennick. El film presenta una entrevista con Frits Helmuth grabada en 2004, poco antes de su muerte.

## Filmografía (selección)
- 1938 : Blaavand melder storm
- 1943 : Ebberød Bank
- 1944 : Frihed, lighed og Louise
- 1944 : Mit liv er musik
- 1946 : Hans store aften
- 1952 : Ta' Pelle med
- 1953 : Sønnen
- 1953 : Min søn Peter
- 1954 : Kongeligt besøg
- 1954 : Det er så yndigt at følges ad
- 1956 : Den kloge mand
- 1956 : Ung leg
- 1957 : Jeg elsker dig
- 1958 : Styrmand Karlsen
- 1959 : De sjove år
- 1960 : Eventyrrejsen
- 1960 : Skibet er ladet med
- 1962 : Duellen
- 1962 : Prinsesse for en dag
- 1964 : Tine
- 1965 : Landmandsliv
- 1968 : Stormvarsel
- 1970 : Løgneren
- 1975 : Per
- 1975 : Kun sandheden
- 1978 : Hvem myrder hvem?
- 1978 : Lille spejl
- 1979 : Johnny Larsen
- 1979 : Skal vi danse først?
- 1981 : Ulvetid
- 1983 : Forræderne
- 1984 : Midt om natten
- 1985 : Elise
- 1989 : Dansen med Regitze
- 1991 : Høfeber
- 1993 : Det forsømte forår
- 1994 : Min fynske barndom
- 2000 : Blinkende lygter
- 2000 : Her i nærheden
- 2004 : Villa Paranoia
- 2005 : Oskar og Josefine

## Selección de su discografía
- 1976 : Annas ballader
- 1980 : Frits Helmuth læser H.C. Andersen
- 1981 : "80'er-viser" fra Julius Strandbergs skillingevise-værksted (con Maria Stenz)
- 1982 : Tæt på
- 1983 : To sider
- 1987 : Årets gang i salmer og sange
- 1991 : Frits Helmuth fortæller H.C. Andersen
- 1992 : Voksne viser
- 1993 : Ganske meget i live!
- 2002 : Frits synger Osvald

## Premios
- 1978 : Premio Bodil al mejor actor principal por Lille spejl
- 1980 : Premio Bodil al mejor actor de reparto por Johnny Larsen
- 1990 : Premio Bodil al mejor actor principal por Dansen med Regitze
- 1990 : Premio Robert al mejor actor principal por Dansen med Regitze
- 1994 : Premio Bodil al mejor actor principal por Det forsømte forår
- 1994 : Premio Robert al mejor actor principal por Det forsømte forår